# Lepidoblepharis nukak
Lepidoblepharis nukak — вид геконоподібних ящірок родини Sphaerodactylidae. Ендемік Колумбії. Описаний у 2016 році.

## Поширення і екологія
Lepidoblepharis nukak мешкають в Колумбійській Амазонії, на території департамента Ґуав'яре. Вони живуть у вологих рівнинних тропічних лісах, на висоті 200 м над рівнем моря.

## Етимологія
Вид L. nukak був названий на честь корінного народу нунаків.